# Woranat Thongkruea
Woranat Thongkruea (Thai: วรนาถ ทองเครือ; * 6. März 1993 in Nakhon Ratchasima), auch als Koh bekannt, ist ein thailändischer Fußballspieler.

## Karriere

### Verein
Von 2010 bis 2016 hatte Woranat Thongkruea einen Vertrag mit Muangthong United. Während dieser Zeit wurde er an verschiedene thailändische Vereine der Thai League, Thai League 2 und Thai League 3 ausgeliehen. Für Muangthong United spielte er sechs Mal und erzielte ein Tor. 2012 wurde er zur Hinserie zum Suphanburi FC ausgeliehen, wo er vier Mal zum Einsatz kam. Zur Rückserie wurde er dann an Nakhon Ratchasima FC verliehen. Hier bestritt er mit 15 Spielen fast die komplette Rückrunde. Für Nakhon Ratchasima FC schoss er drei Tore. 2013 führte es ihn in die dritte Liga zu Nakhon Nayok FC. Bei 23 Einsätzen erzielte er vier Tore. 2014 spielte er mit Bangkok FC in der Division 2, der zweiten Liga Thailands. Hier schoss er zwei Tore in 26 Spielen. 2015 wurde er zu Pattaya United und Nakhon Ratchasima FC ausgeliehen.  Bei beiden Vereinen kam er nicht zum Einsatz. 2016 wechselte er auf Leihbasis wieder an die Ostküste zu Pattaya United. Hier bestritt er 20 Spiele. 2017 wurde er fest von Pattaya United verpflichtet. Seit 2017 kam er auf 51 Einsätze und erzielte drei Tore. Für die Saison 2019 unterschrieb er einen Vertrag bei Pattayas Nachfolgeverein Samut Prakan City FC in Samut Prakan. Nach einem Jahr und sechs Einsätzen wechselte er 2020 zum Ligakonkurrenten Sukhothai FC nach Sukhothai. In Sukhothai kam er auf neun Erstligaspiele. Anfang 2021 verpflichtete ihn Ligakonkurrent Trat FC aus Trat. Am Ende der Saison 2020/21 musste er mit Trat als Tabellenvorletzter in die zweite Liga absteigen. Nach dem Abstieg verließ er Trat und ging nach Sisaekt, wo er einen Vertrag beim Zweitligaabsteiger Sisaket FC unterschrieb. Für den Verein aus Sisaket bestritt er 2021 zwölf Drittligaspiele. Zur Rückrunde 2021/22 wechselte er im Dezember 2021 zum Erstligisten Khon Kaen United FC. Für den Verein aus Khon Kaen bestritt er 26 Ligaspiele. Im Sommer 2024 wurde sein Vertrag bei dem Erstligisten nicht verlängert. Der Zweitligist Phrae United FC nahm ihn Anfang August 2024 unter Vertrag.

### Nationalmannschaft
Von 2011 bis 2012 absolvierte Woranat Thongkruea sechs Partien für die thailändische U-19-Nationalmannschaft, wobei er ein Tor erzielte.
2011 gewann er mit der U-19-Nationalmannschaft die U-19-Südostasienmeisterschaft.

## Erfolge

### Verein
Muangthong United
- Thailändischer Meister: 2010
- Kor Royal Cup: 2010

### Nationalmannschaft
Thailand U-19
- AFF U-19 Youth Championship: 2011